# کلیسای هوهانس مقدس (برداک)
کلیسای هوهانس مقدس (برداک) (ارمنی: Սուրբ Հովհաննես եկեղեցի (Բերդակ)؛ ) یک کلیسا متعلق به کلیسای حواری ارمنی واقع در شهر برداک، جمهوری خودمختار نخجوان جمهوری آذربایجان می‌باشد. ساخت و ساز این ساختمان در سده‌های ۱۵–۱۷ام میلادی؛ به پایان رسید. این بنا به سبک معماری ارمنی طراحی شده است.